# 潁州 (安徽省)
潁州（えいしゅう）は、中国にかつて存在した州。南北朝時代から民国初年にかけて、現在の安徽省阜陽市一帯に設置された。

## 魏晋南北朝時代
527年（孝昌3年）、北魏により設置された。『元和郡県志』では北斉により廃止されたとあるが、『北周地理志』では廃止されたのは長社の潁州であり、この潁州はその後も存続したと考察している。

## 隋代
隋初には、潁州は下部に3郡4県を管轄した。582年（開皇2年）、譙州の一部管轄県が移管されている。607年（大業3年）、郡制施行に伴い、潁州は汝陰郡と改称され、下部に5県を管轄した。隋代の行政区分に関しては下表を参照。
| 隋代の行政区画変遷 | 隋代の行政区画変遷 | 隋代の行政区画変遷 | 隋代の行政区画変遷 | 隋代の行政区画変遷 | 隋代の行政区画変遷 | 隋代の行政区画変遷 | 隋代の行政区画変遷                 |
| 区分               | 開皇元年           | 開皇元年           | 開皇元年           | 開皇元年           | 開皇元年           | 区分               | 大業3年                            |
| ------------------ | ------------------ | ------------------ | ------------------ | ------------------ | ------------------ | ------------------ | ---------------------------------- |
| 州                 | 潁州               | 潁州               | 潁州               | 譙州               | 譙州               | 郡                 | 汝陰郡                             |
| 郡                 | 汝陰郡             | 陳留郡             | 潁川郡             | 譙郡               | 潁川郡             | 県                 | 汝陰県 潁上県 潁陽県 清丘県 下蔡県 |
| 県                 | 汝陰県 鄭城県      | 陳留県             | 許昌県             | 蕭県               | 不詳               | 県                 | 汝陰県 潁上県 潁陽県 清丘県 下蔡県 |

## 唐代
621年（武徳4年）、唐が王世充を平定すると、汝陰郡汝陰県の西北10里の地に信州が置かれ、汝陰・潁上・清丘・永安・高唐・永楽の6県を管轄した。623年（武徳6年）、信州は潁州と改められた。742年（天宝元年）、潁州は汝陰郡と改称された。758年（乾元元年）、汝陰郡は潁州の称にもどされた。潁州は河南道に属し、汝陰・潁上・下蔡・沈丘の4県を管轄した。

## 宋代
1079年（元豊2年）、北宋により潁州に順昌軍が置かれた。1116年（政和6年）、潁州は順昌府と改められた。順昌府は京西北路に属し、汝陰・泰和・潁上・沈丘の4県を管轄した。
金のとき、順昌府は潁州の称にもどされた。潁州は南京路に属し、汝陰・潁上・泰和・沈丘の4県と永寧・漕口・王家市・櫟頭・永清・椒陂・正陽・江陂・界溝・斤溝・永安の11鎮を管轄した。

## 元代
元のとき、潁州は汝寧府に属し、太和・沈丘・潁上の3県を管轄した。

## 明代以降
明のとき、潁州は鳳陽府に属し、潁上・太和の2県を管轄した。
1724年（雍正2年）、清により潁州は直隷州に昇格した。1735年（雍正13年）、潁州直隷州は潁州府に昇格した。潁州府は安徽省に属し、直属の阜陽・潁上・霍丘と亳州に属する渦陽・太和・蒙城の3県、合わせて1州6県を管轄した。
1912年、中華民国により潁州府は廃止された。